# Châu Phong Hòa
Châu Phong Hòa (Cao Lãnh, 14 agosto 1985) è un ex calciatore vietnamita, di ruolo difensore.

## Caratteristiche tecniche
Terzino sinistro, può giocare anche come esterno sinistro.

## Carriera

### Club
Comincia a giocare al Đồng Tháp. Nel 2009 si trasferisce al Bình Dương. Nel 2011 viene acquistato dal The Vissai N.B.

### Nazionale
Ha debuttato in Nazionale il 21 luglio 2007, in Iraq-Vietnam (2–0). Ha partecipato, con la Nazionale, alla Coppa d'Asia 2007. Ha collezionato in totale, con la maglia della Nazionale, due presenze.

## Statistiche

### Cronologia presenze e reti in nazionale
| Cronologia completa delle presenze e delle reti in nazionale ― Vietnam | Cronologia completa delle presenze e delle reti in nazionale ― Vietnam | Cronologia completa delle presenze e delle reti in nazionale ― Vietnam | Cronologia completa delle presenze e delle reti in nazionale ― Vietnam | Cronologia completa delle presenze e delle reti in nazionale ― Vietnam | Cronologia completa delle presenze e delle reti in nazionale ― Vietnam | Cronologia completa delle presenze e delle reti in nazionale ― Vietnam | Cronologia completa delle presenze e delle reti in nazionale ― Vietnam |
| Data                                                                   | Città                                                                  | In casa                                                                | Risultato                                                              | Ospiti                                                                 | Competizione                                                           | Reti                                                                   | Note                                                                   |
| ---------------------------------------------------------------------- | ---------------------------------------------------------------------- | ---------------------------------------------------------------------- | ---------------------------------------------------------------------- | ---------------------------------------------------------------------- | ---------------------------------------------------------------------- | ---------------------------------------------------------------------- | ---------------------------------------------------------------------- |
| 21-7-2007                                                              | Bangkok                                                                | Iraq                                                                   | 2 – 0                                                                  | Vietnam                                                                | Coppa d'Asia 2007                                                      | -                                                                      |                                                                        |
| 8-10-2007                                                              | Hanoi                                                                  | Vietnam                                                                | 0 – 1                                                                  | Emirati Arabi Uniti                                                    | Qual. Mondiali 2010                                                    | -                                                                      | 85’                                                                    |
| Totale                                                                 |                                                                        | Presenze                                                               | 2                                                                      |                                                                        | Reti                                                                   | 0                                                                      |                                                                        |